# 普埃尔托塞古罗
普埃尔托塞古罗，是西班牙卡斯蒂利亚-莱昂萨拉曼卡省的一个市镇。 总面积29平方公里，总人口104人（2001年），人口密度4人/平方公里。